# Zomba (Tolna)
Zomba es un pueblo ubicado en el distrito de Bonyhád, en el condado de Tolna, Hungría.

## Superficie
Posee una superficie de 57,30 kilómetros cuadrados.

## Demografía
Hasta 2019 la población era de 1926 habitantes, con una densidad de población de 33,61 habitantes por kilómetro cuadrado.